# Henrik Nilsson

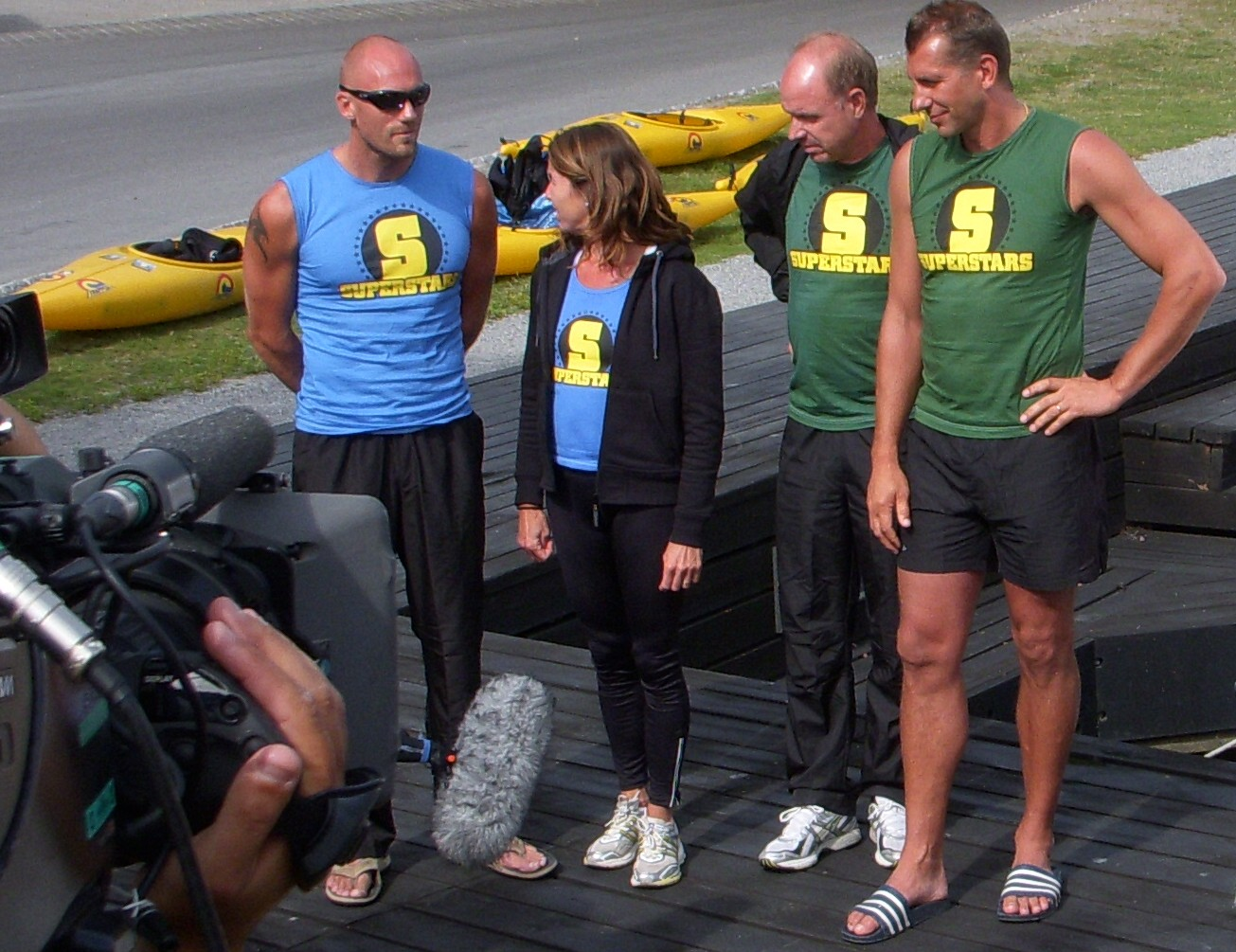
Henrik Nilsson (längst till vänster) med Magdalena Forsberg, Thomas Ravelli och Magnus Wislander (längst till höger) juli 2009.

Henrik Nilsson, född 15 februari 1976 i Nyköping, är en svensk kanotist. Han tävlar i K2 tillsammans med Markus Oscarsson. Tillsammans har de tagit medaljer vid två olympiska spel, silver vid OS i Sydney 2000 och guld vid OS i Aten 2004. 
Han tävlar för Nyköpings KK. Nilssons far är den före detta OS-kanotisten Hans Nilsson.
Nilsson är Stor grabb nummer 118 på Svenska Kanotförbundets lista över mottagare för utmärkelsen Stor kanotist.

## Meriter
- 2012: 5:a OS K-2 1000 m,
- 2011: 2:a VM Ungern K-2 1000 m,
- 2004: 1:a OS K-2 1000 m,
- 2003: 1:a VM K-2 1000 m
- 2002: EM: 1:a K-2 1000 m, 3:a K-2 500 m. VM: 1:a K-2 1000 m
- 2001: VM: 3:a K-2 500m
- 2000: 2:a OS K-2 1000 m, 9:a OS K-2 500 m
- 1999: VM 4:a K-4 1000m
- 1998: VM 5:a K-2 1000m, semi K-4 1000m.
- 1997: VM: 5:a K-2 500m, 5:a K-2 1000m.
- 1996: 8:a OS K-2 100m, semi OS K-2 500m